# Cò quăm trắng châu Mỹ
Cò quăm trắng châu Mỹ (danh pháp hai phần: Eudocimus albus là một loài chim lội nước thuộc Họ Cò quăm. Loài này sinh sống chủ yếu từ Đại Tây Dương qua duyên hải Vịnh của Hoa Kỳ về hầu hết phân bờ biển nhiệt đới miền nam Tân thế giới. Loài cò này là một loài chim có kích thước trung bình với một bộ lông tổng thể màu trắng, mỏ quặp màu đỏ cam tươi và chân dài, và đầu chóp cánh màu đen mà thường chỉ có thể nhìn thấy khi chúng đang bay. Con trống lớn hơn và có mỏ dài hơn con mái. Trong mùa sinh sản, phạm vi phân bố của chúng trải dài theo vùng Vịnh và duyên hải Đông Hoa Kỳ, và dọc theo bờ biển Mexico và Trung Mỹ. Ngoài thời kỳ sinh sản, phạm vi phân bố mở rộng thêm vào vùng nội địa ở Bắc Mỹ và cũng xuất hiện tại vùng biển Caribbean. Nó cũng được tìm thấy dọc theo bờ biển tây bắc Nam Mỹ Colombia và Venezuela. Tại miền trung Venezuela, phạm vi sinh sống của cò quăm trắng Bắc Mỹ và cò quăm đỏ chồng chéo lên nhau và cả hai có thể giao phối với nhau. Cả hai từng được vài tác giả phân loại như là một loài duy nhất.
Chế độ ăn uống bao gồm chủ yếu các loài thủy sinh nhỏ như côn trùng và các loài cá nhỏ. Tùy thuộc vào môi trường sống và sự phong phú của con mồi, cò quăm trắng Mỹ sẽ điều chỉnh chế độ ăn uống của chúng mặc dù các nghiên cứu đã tìm thấy tôm hùm đất là nguồn thức ăn ưa thích tại hầu hết các vùng sinh sống.
Vào mùa sinh sản, cò quăm trắng châu Mỹ tập trung thành những đàn lớn gần vùng nước. Chúng chủ yếu sinh sống theo cặp một trống một mái, cả con bố và con mẹ chăm sóc con non, mặc dù con trống có xu hướng giao phối với con mái khác để tăng sự thành công sinh sản. Con trống cũng cướp thức ăn từ các con mái mà nó không giao phối, chúng cũng cướp con non trong mùa sinh sản.
Ô nhiễm do con người gây ra có ảnh hưởng đến hành vi của loài này thông qua một gia tăng nồng độ metyl thủy ngân từ việc thải ra những chất thải chưa được xử lý vào các môi trường sống khác nhau. Việc ăn phải thức ăn có chứa metyl thủy ngân ảnh hưởng đến hàm lượng hoóc môn của các loài chim, làm gián đoạn giao phối của chúng và hành vi làm tổ và dẫn đến tỷ lệ sinh sản thấp hơn.